# Harmat

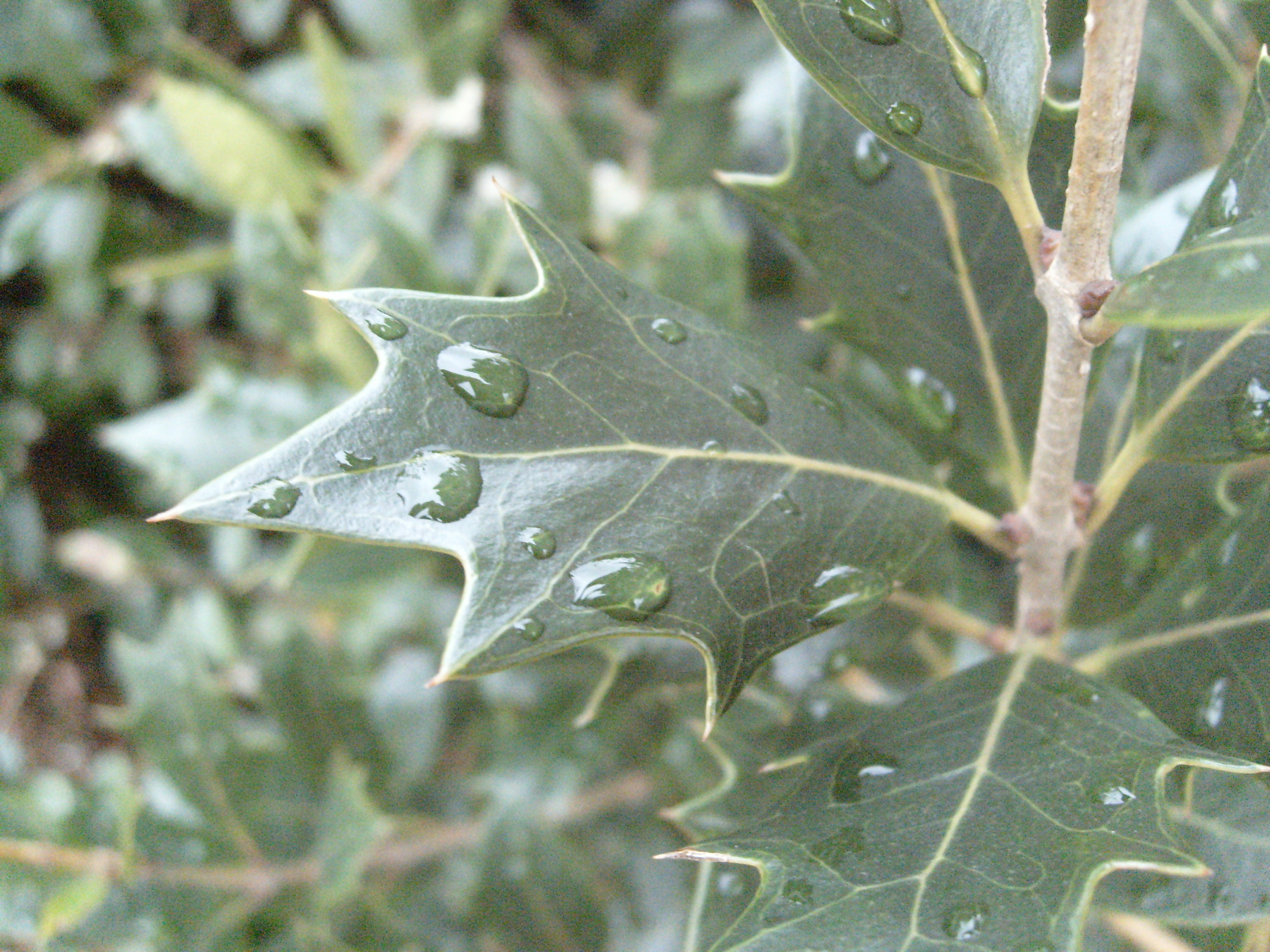
Harmat levélen

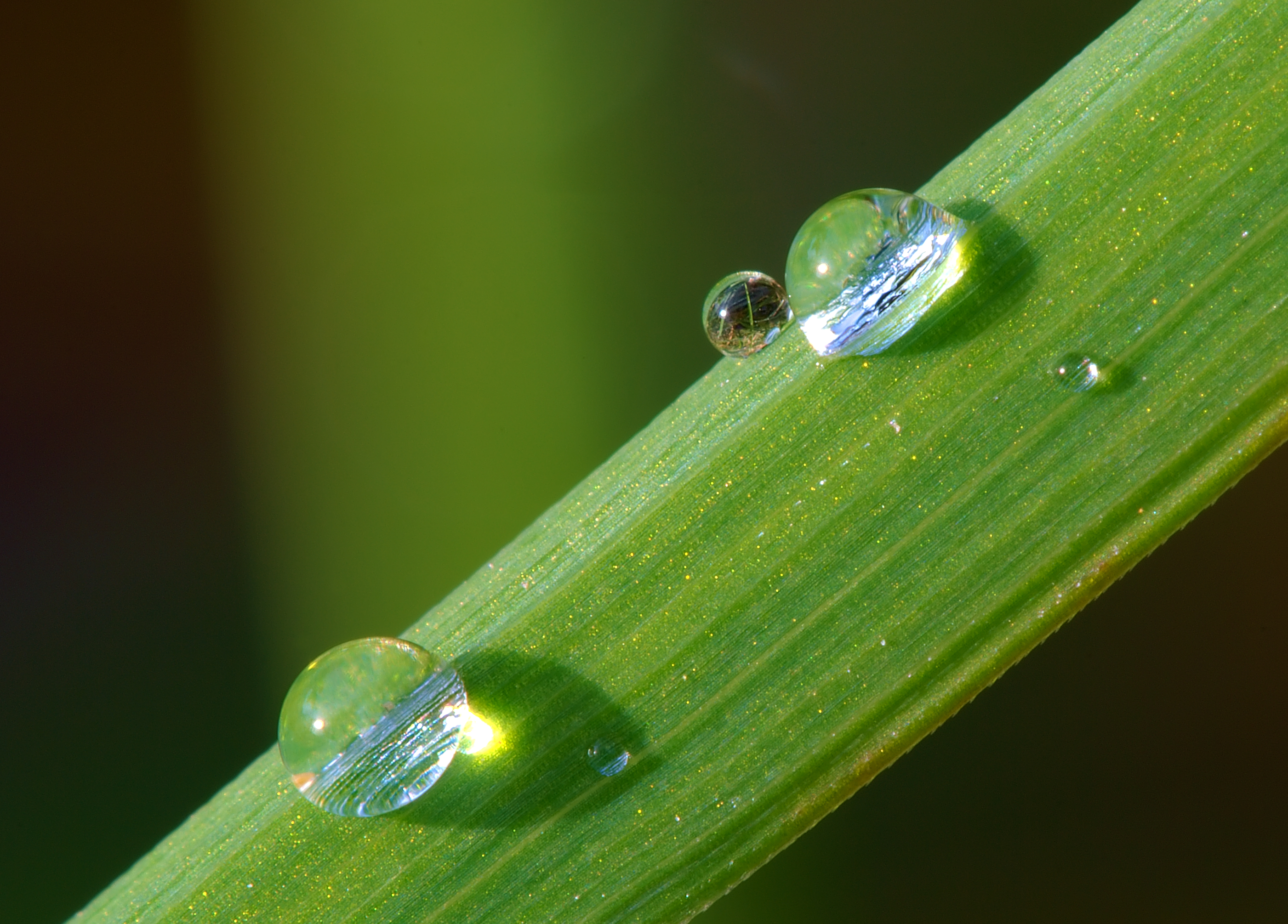
Reggeli harmat

A harmat vízcseppek, esetleg összefüggő vízréteg formájában jelentkező nem hulló csapadék, amely a földfelszínen, illetve felszínközeli, szabadban lévő tárgyakon, főként növényzeten figyelhető meg. Rendszerint éjszaka vagy hajnalban alakul ki, amikor a földközelben harmatpont alá hűlő levegő vízgőztartalma kicsapódik. Fűszálakon, fák, cserjék stb. levelein a legáltalánosabb, ezek közelében ugyanis a lehűlő levegő a növények által elpárologtatott vízgőz miatt hamarabb túltelítetté válik; a fűfélék levelein található folyadékcseppek azonban a növény cseppkiválasztásából is származhatnak. Amennyiben a levegő és egy adott felület hőmérséklete egyaránt 0 °C alatti, a harmat megfagy, ez esetben dérről beszélünk. Ez utóbbi nem tévesztendő össze a zúzmarával, mivel a harmat és a dér álló, míg a zúzmara mozgó levegőből csapódik ki. A talajban is keletkezhet harmat, ha a talajban a levegővel együtt áramló vízgőz hidegebb rétegekhez ér és kicsapódik, ez a föld alatti vagy talajharmat. A harmatnak a csapadékszegény időszakban nagy a jelentősége, mert pár órán keresztül megállítja a párolgást és csökkenti a növény vízveszteségét.